# Liste der Kreisstraßen in Hamm
Die Liste der Kreisstraßen in Hamm ist eine Auflistung der Kreisstraßen in der kreisfreien Stadt Hamm, Nordrhein-Westfalen.

## Abkürzungen
- K: Kreisstraße
- L: Landesstraße

## Liste
Die Kreisstraßen behalten die ihnen zugewiesene Nummer innerhalb von Nordrhein-Westfalen auch bei einem Wechsel in einen Kreis oder in eine andere kreisfreie Stadt. Nicht vorhandene bzw. nicht nachgewiesene Kreisstraßen werden in Kursivdruck gekennzeichnet, ebenso Straßen und Straßenabschnitte, die unabhängig vom Grund (Herabstufung zu einer Gemeindestraße oder Höherstufung) keine Kreisstraßen mehr sind.
Der Straßenverlauf wird in der Regel von Nord nach Süd und von West nach Ost angegeben.
| Nr.  | Verlauf |
| ---- | --- |
| K 1  | L 736 – Heßlerstraße – K 2 – Heßlerstraße (– Abzweig zur K 3) – Caldenhofer Weg – K 26 – Caldenhofer Weg – L 670 – Caldenhofer Weg – K 8 – Caldenhofer Weg – K 10 – Caldenhofer Weg – L 667 – Caldenhofer Weg – K 14 – Caldenhofer Weg – (K 1 im Kreis Soest)                                                          |
| K 2  | – Martin-Luther-Straße – Marktplatz – Widumstraße – K 3 – Widumstraße (– Abzweig zur L 736) – Marker Allee – K 1 – Marker Allee – K 26 – Ludwig-Teleky-Straße – L 736 – Alter Uentroper Weg – K 10 – Alter Uentroper Weg – K 10 – Alter Uentroper Weg – Mühlenstraße – Raiffeisenstraße – Uentroper Dorfstraße – L 667 |
| K 3  | – Nordenwall – Antonistraße – K 2 – Antonistraße – Ostenwall – Südstraße – Theodor-Heuss-Platz – K 1 – Werler Straße – L 670 – Werler Straße – Hellweg – – Hellweg – K 8 – Hellweg – K 9 – Hellweg – K 13 – Hellweg – L 667 – Gobel-von-Drechen-Straße – K 43 – Gobel-von-Drechen-Straße – L 663                       |
| K 4  | (K 4 im Kreis Unna) – Stadtgrenze – Am Tibaum – L 736 – Sandbochumer Straße – L 664 |
| K 5  | – Mansfelder Straße – Vogelsang – Am Hämmschen – Dasbecker Weg – L 811 – Amtsstraße – Heessener Dorfstraße – K 26 |
| K 6  | K 12 – Geinegge – |
| K 7  | K 21 – Römerstraße – L 518 – Römerstraße – K 12 – Römerstraße – L 507 – Römerstraße – Radbodstraße – L 664 – Dortmunder Straße – L 736 |
| K 8  | K 3 – Ostdorfstraße – – Dr.-Loeb-Caldenhof-Straße – K 1 – Caldenhofer Weg – Unterer Hellweg – von-Thünen-Straße – Brinkstraße – Ulmenstraße – K 10 |
| K 9  | L 664 – Große Werlstraße – K 13 – Wiescherhöfener Straße – K 35 – Wiescherhöfener Straße – K 11 – Auf der Becke – K 3 |
| K 10 | L 667 – Lippestraße (– Abzweig zur L 736) – Ostwennemarstraße – K 2 – Ostwennemarstraße – L 670 – Soester Straße/Alter Uentroper Weg – Braamer Straße – L 670 – Soester Straße – Grönebergstraße – K 1 – Grönebergstraße – Berkenstraße – K 8 – An der Lohschule – Reginenstraße – L 667/L 669                         |
| K 11 | L 736 – Lohauserholzstraße – Günterstraße – Peterstraße – Martinstraße – K 9 – Zur Grünen Aue – K 13 |
| K 12 | (K 12 im Kreis Unna) – Stadtgrenze – Horster Straße – L 844 – Horster Straße – K 21 – Horster Straße – Pankratiusplatz – Ermelinghofstraße – K 7 – Römerstraße – Warendorfer Straße – – Sachsenring – L 507 |
| K 13 | K 9 – Provinzialstraße (– Abzweig zur Stadtgrenze) – Wilhelm-Lange-Straße – K 35 – Wilhelm-Lange-Straße – K 11 – Wilhelm-Lange-Straße – K 3 |
| K 14 | L 667 – Illinger Straße – Stadtgrenze – (K 14 im Kreis Soest) |
| K 17 | L 736 – Johannes-Rau-Straße – L 881 – Johannes-Rau-Straße |
| K 18 | L 669 – Sönnernstraße – K 19 – Sönnernstraße – Stadtgrenze – (K 18 im Kreis Soest) |
| K 19 | – Pentlinger Straße – K 38 – Pentlinger Straße – K 18 |
| K 21 | (K 21 im Kreis Coesfeld) – Stadtgrenze – Barsener Straße – K 7 – Barsener Straße – K 12 – Barsener Straße – L 844 |
| K 26 | L 811 – Vogelstraße – K 5 – Vogelstraße – L 507 – Dolberger Straße – Fährstraße – L 736 – Soester Straße – K 2 – Soester Straße – Hohefeldweg – K 1 |
| K 35 | L 664 – Weetfelder Straße – K 9 – Weetfelder Straße – K 13 – Ostbürener Weg – Stadtgrenze – (K 35 im Kreis Unna) |
| K 38 | L 669 – Allener Straße – K 19 – Allener Straße – Stadtgrenze – (K 38 im Kreis Soest) |
| K 43 | (K 43 im Kreis Unna) – Stadtgrenze – Opsener Straße – K 3 – Opsener Straße – |

## Quelle
- Landesvermessungsamt Nordrhein-Westfalen, Kreiskarte Nr. 17: Kreis Unna, Stadt Hamm